# Рапопорт, Борис Менделевич
Бори́с Ме́нделевич (Миха́йлович) Рапопо́рт (28 июля 1939, Запорожье — 6 сентября 2004, Санкт-Петербург) — советский и российский художник-экспрессионист, брат заслуженного архитектора России Е. М. Рапопорта.

## Биография
Родился 28 июля 1939 года в Запорожье. В 1948 году семья переехала в Ленинград. Художественное образование начал в Ленинградской Средней Художественной школе. Одновременно с учёбой в СХШ с 1954 года oн занимается рисунком и акварелью у Татьяны Васильевны Савинской, продолжающей традиции русских педагогов-художников П. П. Чистякова и его ученика В. Е. Савинского.
Занятия у Т. В. Савинской, прекрасного педагога и человека огромной культуры, оказали решающее влияние на формирование творческой личности Бориса Рапопорта, на его становление как художника и человека. Эти занятия продолжались с перерывами многие годы вплоть дo её смерти в 1988 году.
Учёба на Архитектурном Факультете Санкт-Петербургского государственного академического института живописи, скульптуры и архитектуры имени И. Е. Репина, куда Борис поступил в 1959 году, приобщила его к великим традициями русской и мировой архитектуры.
В период учёбы в Академии и после её окончания он продолжает много работать как живописец, посвящая любимому занятию все свободное время. В 1965 год завершив учёбу, Б. Рапопорт работает архитектором в Кишинёве, с 1970-х годов в Ленинграде, в институте ЛенНИИпроект, а с 1985 года — художником в комбинате живописно — оформительского искусства. С последним периодом были связаны частые поездки по стране (Днепропетровск, Красноярск, Волгоград, Средняя Азия, Крым и др.), впечатления от которых отразились в многочисленных живописно-графических сериях.
C 1992 года Борис Рапопорт — свободный художник. Егo творческий стиль отражает экспрессионистско-живописные традиции рубежа XIX—XX веков, окрашенные романтизмом личностного восприятия мира.
C 1978 года — член Союза архитекторов России, а с 2000 года — член Международной Федерации художников (IFA) — профессионально-творческого союза живописцев и графиков. Его работы находятся в Государственном музее истории Санкт-Петербурга, а также в частных коллекциях в России и за рубежом.
Борис Рапопорт — участник более двадцати пяти групповых выставок и более десяти персональных.

## Персональные выставки
- 1979 — Дом композиторов, Ленинград, РСФСР
- 1985 — Дом архитектора, Ленинград, РСФСР
- 1991 — Дом архитектора, Санкт-Петербург, Россия
- 1993 — Дом архитектора, Санкт-Петербург, Россия
- 1996 — Дом архитектора, Санкт-Петербург, Россия
- 1997 — Дом архитектора, Санкт-Петербург, Россия
- 1999 — Дом архитектора, Санкт-Петербург, Россия
- 2000 — Дом архитектора, Санкт-Петербург, Россия
- 2001 — Дом архитектора, Санкт-Петербург, Россия
- 2002 — Санкт-Петербургский Творческий союз художников (IFA). Санкт-Петербург, Россия

## Групповые выставки
- 1983 — Осенняя выставка произведений ленинградских художников Конногвардейский манеж. Ленинград, РСФСР
- 1988 — «Современное искусство Ленинграда». Выставка ленинградских художников. Конногвардейский манеж, Ленинград, РСФСР
- 1988 — «От неофициального искусства к Перестройке». Ленэкспо, Ленинград, РСФСР
- 1990 — Весенняя выставка Ленинградского Союза художников «Белые ночи». Здание Императорского общества поощрения художеств, Ленинград, РСФСР
- 1992 — Осенняя выставка Ленинградского Союза художников. Здание Императорского общества поощрения художеств, Санкт-Петербург, Россия
- 1993 — «Люблю тебя, Петра творенье». Союз художников России. Санкт-Петербург, Россия
- 1993 — Театр эстрады имени А. И. Райкина, Санкт-Петербург, Россия
- 1993 — «Петербург-93». Конногвардейский манеж, Санкт-Петербург, Россия
- 1994 — «Петербург-94». Конногвардейский манеж, Санкт-Петербург, Россия
- 1995 — «Русская Зима». Союз художников России. Санкт-Петербург, Россия
- 1996 — «Петербург-95». Конногвардейский манеж, Санкт-Петербург, Россия
- 1996 — Выставка работ учеников Т. В. Савинской. Государственный Русский музей (Михайловский замок), Санкт-Петербург, Россия
- 1997 — «Петербург-96». Конногвардейский манеж, Санкт-Петербург, Россия
- 1997 — «3000 лет Иерусалима». Союз художников России, Санкт-Петербург, Россия
- 1998 — «Петербург-97». Конногвардейский манеж, Санкт-Петербург, Россия
- 1998 — «Холокост». Конногвардейский манеж, Санкт-Петербург, Россия
- 1999 — «Петербург-98». Конногвардейский манеж, Санкт-Петербург, Россия
- 2000 — «Петербург-99». Конногвардейский манеж, Санкт-Петербург, Россия
- 2001 — «Петербург-2000». Конногвардейский манеж, Санкт-Петербург, Россия
- 2001 — «Имена, имена…» — Выставка из коллекции Н. И. Благодатова. Санкт-Петербург, Россия
- 2002 — «Петербург-2001». Конногвардейский манеж, Санкт-Петербург, Россия
- 2002 — «Свободное дыхание» — Санкт-Петербургский творческий союз художников «IFA». Санкт-Петербург, Россия
- 2002 — «Ощущение белого» — Санкт-Петербургский творческий союз художников «IFA». Санкт-Петербург, Россия
- 2002 — «Мосты повисли над водами». Государственный историко-мемориальный Санкт-Петербургский музей, Санкт-Петербург, Россия
- 2003 — «Петербург-2002». Конногвардейский манеж, Санкт-Петербург, Россия
- 2004 — «Петербург-2003». Конногвардейский манеж, Санкт-Петербург, Россия